# Jean-Claude Maret
Pour les articles homonymes, voir Maret.
 (juillet 2022).
Jean-Claude Maret, né en 1941 à Wettingen (Suisse) est un scénographe suisse.

## Études
Jean-Claude Maret se forme à la peinture aux Beaux-Arts de Genève.

## Carrière
Jean-Claude Maret a travaillé principalement pour le théâtre durant sa carrière. Ses travaux ont été réalisés très fréquemment pour le metteur en scène François Rochaix mais il a aussi collaboré avec Pierre Barrat, Jorge Lavelli, Guillaume Chenevière, Philippe Mentha, Michel Soutter, Hervé Loichemol ou Michel Viala.

### Théâtre
Parmi ses œuvres :
- 1966 : Il est arrivé  de Miodrag Bulatović, mis en scène par Jorge Lavelli, production du Théâtre de l'Atelier (Genève), Maison des jeunes de Saint-Gervais. Genève[4].
- 1967 : Cabaret Brecht 1925, poèmes de Bertolt Brecht et musique de Kurt Weil, mis en scène par François Rochaix, Genève, production du Théâtre de l'Atelier (Genève).
- 1968 : Chant du fantoche lusitanien de Peter Weiss, mis en scène par François Rochaix, Genève, production du Théâtre de l'Atelier (Genève). Création mondiale en français[5].
- 1969 : Les Anabaptistes de Friedrich Dürrenmatt, mis en scène par Jorge Lavelli, Grand Théâtre Genève.
- 1970 : Le soleil foulé par les chevaux de Jorge Enrique Adoum, mis en scène par François Rochaix, Genève, production du Théâtre de l'Atelier (Genève)[6].
- 1971 : Le Malade imaginaire de Molière, mis en scène par G. Chenevière, Genève, Théâtre de l'École Internationale-Théâtre de Carouge[6].
- 1972 : 
  - Oncle Vania de Anton Tchekhov, mis en scène par Michel Viala, Genève, production du Théâtre de l'Atelier (Genève)[6].
  - Baal de Bertolt Brecht, mis en scène par François Rochaix, Genève, Théâtre de Carouge[6],[7].
  - Les Augustes de Bernard Liègme, mis en scène par Charles Joris, Genève, Théâtre populaire romand[6].
- 1975 : Lear (en) d'Edward Bond, mis en scène par François Rochaix, Genève, Théâtre de Carouge[8].
- 1978 : Prométhée enchaîné d’Eschyle, mise en scène par Manfred Karge (de) et Matthias Langhoff, Usine de dégrossissage d’or, Genève
- 1980 : Maximilien Robespierre de Jean Jourdheuil, mis en scène par Hervé Loichemol, au Palais de l'Athénée, à Genève.
- 1987 : Le jeu de la vie de Knut Hamsun, mis en scène par François Rochaix, Den Nationale Scene, Bergen[8].
- 1989 : La conquête du Pôle sud de Manfred Karge (de), mis en scène Bernard Meister, Théâtre Saint-Gervais, Genève[8].
- 2008 : Molière ou la cabale des dévots de Mikhaïl Boulgakov, mis en scène par François Rochaix, Théâtre de Carouge, Carouge[9].
- 2011 : Minna von Barnhelm de Gotthold Ephraim Lessing mis en scène par mis en scène par Hervé Loichemol, Comédie de Genève[10].

### Spectacles hors normes
- 1999 : Fête des Vignerons, mis en scène par François Rochaix, Vevey.
- 2002 : cérémonie d'ouverture de l'Exposition nationale suisse, mise en scène par François Rochaix, quatre sites (Neuchâtel, Bienne, Morat, Yverdon-les-Bains)[11].

### Opéra
Parmi ses travaux :
- 1974 : Hippolyte et Aricie, tragédie lyrique de abbé Pellegrin, musique de Jean-Philippe Rameau, mis en scène par Pierre Barrat, Opéra du Rhin, Strasbourg[12]..
- 1981 : Le Tour d’écrou de Britten, mise en scène de François Rochaix, Carouge.

- 1982 : Mort à Venise de Britten, mise en scène de François Rochaix, Grand Théâtre de Genève.

### Cinéma
Jean-Claude Maret a créé les décors pour les films :
- Les Petites Fugues de Yves Yersin en 1979[3].
- La Guerre dans le Haut Pays de Francis Reusser en 1999.

## Prix
- 1980 : Prix Boris Oumansky décerné par la Société des arts de Genève[3],[13].
- 1988 : Prix mondial Nessim Habif décerné par l'Université de Genève[14].

### Archives
- Fonds d'archives Jean-Claude Maret [15 mètres].  Cote : A-2027. SAPA.

### Vidéos
- Jean Bovon, « Jean-Claude Maret, le scénographe » (documentaire télévisuel), Que la fête commence, sur www.rts.ch, RTS, 9 juillet 1999 (consulté le 30 juin 2022).